# Gadegalleri Nordvest
Gadegalleri Nordvest er Skandinaviens største friluftsgalleri, beliggende i Bispebjerg i Københavns Nordvestkvarter. Det består af 16 store kunstværker skabt af kurator Jens-Peter Brask i samarbejde med Københavns kommune områdefornyelse NV, og Andelsboligforeningen Mønten, og et hold af kunstnere, inklusive navne som HuskMitNavn, Lady Aiko (en) og Victor Ash (en). Galleriet, der strækker sig over Rentemestervej og Møntmestervej, præsenterer værker på bygningernes gavle og viser en unik kunstoplevelse uden for de traditionelle turistområder i København. Kunstværkerne varierer fra lyserøde flamingoer til en astronaut på månen, og skaber en dynamisk dialog i lokalområdet. Kunsterne som har skabt gadegalleriet tæller både danske, såvel som internationale kunstnere.
De 16 kunstværker bliver også betegnet som gavlmalerier, da kunstværkerne er udført på otte boligblokke, tilhørende Andelsboligforeningen Mønten. Boligblokkene som kunstværkerne er udført på er opført i 1934 efter arkitekt E. Manberg, efter stilarten funktionalisme. Inden kunstværkerne kom til blev de 16 boligblokke i 1991 vurderet til at have en middel bevaringsværdi på 4.
Kunstværkerne blev skabt over en treårig periode mellem 2017 og 2019. I tiden umiddelbart inden kunstværkerne blev opført, gennemgik de otte boligblokke en større forandring, med henblik at energioptimere bygningerne, hvor bygningernes oprindelige murstensgavle fra 1934, alle blev dækket af isolering. Herefter fremstod gavlene i en periode med et ensartet æstetisk udtryk i en klar gul farve. De første kunstværker blev udført på de af blokkenes otte gavle, som alle vender mod Rentemestervej. I 2019 blev de resterende otte gavle, der alle vender mod Møntmestervej en del af gadegalleriet. Kunstværkerne kan tilgås af alle og de bliver løbende vedligeholdt, dette senest i sommeren 2024, hvor alle 16 kunstværker i større eller mindre grad gennemgik reparationer, mv.
Gadegalleriet har modtaget økonomisk støtte, bl.a. fra det daværende Områdefornyelse Nordvest, som var aktiv i årene mellem 2016-2021, Københavns Kommunes Legat til Stadens Forskønnelse og Almene Bedste, Bispebjerg Lokaludvalg, m.fl. Andelsboligforeningen Mønten, som ejer matriklen, og bygningerne hvorpå kunstværkerne står, er ansvarlige for den daglige vedligeholdelsen af kunstværkerne. Ved den seneste renovation i 2024, var det foreningen selv, som stod for størstedelen af udgifterne hertil.
Gadegalleriet har været omtalt af flere omgange i lokale-, og landsdækkende aviser, og er i dag en fast bestanddel af mange lokale byvandringer i Bispebjerg. Gadegalleriet er som artiklen benævner i starten, af flere kilder benævnt som Nordens, og/eller Skandinaviens største gadegalleri.